# Якопо Белини
Якопо Белини е един от основателите на ренесансовото изкуство във Венеция и Северна Италия. Синовете му Джентиле и Джовани Белини и зет му Андреа Мантеня също са известни художници.
Малко от картините на Белини все още съществуват, но неговите оцелели скицници (един в Британския музей и един в Лувъра) показват интерес към пейзажа и сложния архитектурен дизайн и са най-важното му наследство. Оцелелите му творби показват как той побира линейна перспектива към декоративните модели и богатите цветове на Венецианската школа.

## Биография
Роден във Венеция, Якопо вероятно е бил ученик на Джентиле да Фабриано, който тогава е бил във Венеция. През 1411 – 1412 г. е в град Фолиньо, където с Джентиле да Фабриано работи по фреските на двореца „Тринчи“, патрицианска резиденция в центъра на Фолиньо, Централна Италия. През 1423 г. Белини е във Флоренция, където се запознава с новите творби на Филипо Брунелески, Донатело, Мазолино да Паникале и Мазачо. През 1424 г. открива работилница във Венеция, която ръководи чак до смъртта си, и където обучава синовете си и други художници.
Много от най-великите му творби, включително огромното Разпятие в катедралата на Верона (1436 г.), са изчезнали. От около 1430 г. е картината Мадоната и младенеца, намираща се в Академията Карара – художествена галерия и академия за изящни изкуства в Бергамо, Ломбардия, Северна Италия, която е приписвана на Джентиле да Фабриано. През 1441 г. във Ферара, заедно с Леон Батиста Алберти рисуват портрет на маркиз Леонело д’Есте, който сега е изгубен. От този период оцелява в Девата на смирението, вероятно поръчана от един от братята на Леонело.
Влиянието на Мазолино да Паникале към по-модерни, ранни ренесансови теми се вижда в Мадоната с младенеца (от 1448 г.) в Пинакотека ди Брера в Милано, за първи път има перспектива и фигурата е по-монументална, по-величествена. По-късно той допринася с произведения, които сега са изгубени във венецианските църкви Сан Джовани Евангелиста (1452) и Сан Марко (1466). От 1459 г. е картината Мадоната с благословеното дете в Галерия дел'Академия.
По-късно той пребивава в Падуа, където обучава младия Андреа Мантеня в перспективни и класически теми и където през 1460 г. завършва портрет на Ерасмо Стефано от Нарни, по известен като Гатамелата, който сега е изгубен. От късната му фаза остава разрушено Разпятие в Музея на Верона и Благовещение в църквата Сант'Алесандро в Бреша.
Италианският инженер Джовани Фонтана показва на Белини трактат за перспективата.

## Галерия
- Мадона с младенец (1450), tempera on wood, 111 x 62 cm, Уфици, Флоренция
- Madonna and Child Blessing (c.1455), tempera on wood, 94 x 66 cm, Галерия дел'Академия, Венеция
- Мадона с младенец (ок. 1465), oil on panel, 69.2 x 46.9 cm, Los Angeles County Museum of Art